# Antonio Tejero Molina
Antonio Tejero Molina, född 30 april 1932 i Alhaurín el Grande i provinsen Málaga, är en spansk före detta överstelöjtnant inom Guardia Civil. Han ledde den 23 februari 1981 ett statskuppsförsök, kallat 23-F, då omkring 200 soldater och Guardia Civil-gendarmer besatte spanska parlamentet. Kuppen misslyckades och ockupationen upphörde inom ett dygn. Kuppmännen dömdes till fängelse. Tejero Molina frisläpptes den 2 december 1996.